# Laga
Laga är en avledning av ordet lag och ingår i en del stående uttryck som används inom juridiken. Laga kan ses som en osjälvständig juridisk term i svensk lag, som innebär att någonting har "gått lagens väg".
- Laga fång innebär att en person har fått en sak eller egendom i sin besittning, genom ett lagligt godkänt avtal. Det finns inga rättsliga förbehåll eller andras äganderätt som inkräktar på avtalet och man har inte tagit egendomen i sin besittning genom brottslig verksamhet.
- Laga förfall är en samlingsterm för de fåtal godtagbara ursäkter som finns för att inställa sig för sent när man har kallats till en domstolsförhandling eller liknande.
- Laga kraft innebär att ett beslut, eller en dom ifrån en rättsinstans börjar "formellt gälla" då det inte finns några förbehåll eller hinder för dess ikraftträdande. En dom vinner laga kraft när fristen för överklagande har gått till ända, om den då ännu inte har överklagats.